# Steinhausen an der Rottum
Steinhausen an der Rottum là một xã ở huyện Biberach ở bang Baden-Württemberg thuộc nước Đức.  Đô thị này có diện tích 29,87 km², dân số thời điểm 31 tháng 12 năm 2020 là 2179 người.